# Saga (Saga)
Saga (佐賀市?, Saga-shi) è una città giapponese, capoluogo dell'omonima prefettura di Saga.

## Amministrazione

### Gemellaggi
- Contea di Warren e Glens Falls, New York, Stati Uniti
- Yeonje-gu, Pusan, Corea del Sud
- Lianyungang, Cina
- Cussac-Fort-Médoc, Francia
- Limeira, Brasile